# عدم مقاومت
عدم مقاومت (انگلیسی: Nonresistance) «عمل یا اصل عدم مقاومت در برابر قدرت، حتی در صورت اعمال ناعادلانه آن» است. در هسته آن دلسردی، حتی مخالفت با مقاومت فیزیکی در برابر دشمن است. این نوعی پرهیز از خشونت یا صلح‌جویی در نظر گرفته می‌شود که هرگونه خشونت فیزیکی را اعم از اعمال در سطوح فردی، گروهی، دولتی یا بین‌المللی رد می‌کند. پیروان غیرمقاومت ممکن است از انتقام گرفتن از حریف یا ارائه هر نوع دفاع شخصی خودداری کنند. عدم مقاومت اغلب با گروه‌های مذهبی خاص، مانند مسیحیت آناباپتیست مرتبط است.